# توماس کریسپ
توماس کریسپ (به انگلیسی: Thomas Crisp) (زاده ۲۸ آوریل ۱۸۷۶–درگذشته ۱۵ اوت ۱۹۱۷) از فرماندهان نیروی دریایی انگلیس در جنگ جهانی اول بوده‌است. وی از کسانی است که پس از مرگ به دریافت نشان لیاقت صلیب ویکتوریا نائل آمده‌است.

## زندگی
توماس کریسپ در ۲۸ آوریل ۱۸۷۶ در لوئستافت، سافک متولد شد. کریسپ که پیش از جنگ جهانی اول و در زندگی عادی و غیرنظامی خود یک ماهیگیر ساده بود، نشان لیاقت صلیب ویکتوریا را به دلیل کشته شدن در جریان دفاع از ناو نلسون در سال ۱۹۱۷، که عهده‌دار مسئولیت آن بود، در برابر حمله یک زیردریایی آلمانی به دست آورد.
دولت وقت بریتانیا جان‌فشانی‌ها و فداکاری‌های توماس کریسپ در جریان این نبرد نابرابر را برای تقویت روحیه و اعتماد به نفس سربازان خود در جنگ جهانی اول و به ویژه در تابستان و پاییز ۱۹۱۷ بسیار مورد استفاده قرار داد. در این زمان بریتانیا متحمل شکست‌های سنگینی در نبرد پاشندیل شده بود. دیوید لوید جورج نقل دلاوری‌های کریسپ را در پارلمان بریتانیا با صدای بلند قرائت کرد. این کار جورج برای نزدیک به یک هفته تیتر اخبار بود.